# Buick Super
Der Buick Super war eine Serie von Personenkraftwagen, die in den Modelljahren 1930 bis 1935 und von 1940 bis 1958 unter der Automobilmarke Buick von General Motors (GM) als Nachfolger der Serie 121 in den USA gefertigt wurde.
Bis 1935 hieß die Baureihe nur Serie 50. Ab 1940 kam die Bezeichnung Super dazu.

## Baureihen

### Serie 50 (1930)
Die neuen großen Sechszylinder-Modelle für 1930 hatten einen obengesteuerten Motor mit einem Hubraum von 5431 cm3 und einer Leistung von 99 bhp (ca. 74 kW) bei 2800 min−1. Der Radstand der nur als 2-türiges Coupé und 4-türige Limousine verfügbaren Wagen betrug einheitlich 3150 mm.
Gegenüber dem Vorgängermodell der Serie 121 waren die Wagen um 50 mm niedriger und eleganter gestaltet.
In diesem Jahr entstanden 28.204 Buick der Serie 50.

### Serie 50 (1931–1935)
Ab Frühjahr 1931 bot Buick die Serie 50 mit wenig veränderter Karosserie an, der Radstand war um 254 mm (10″) auf 2896 mm geschrumpft und die Kühlermaske hatte etwas gerundete Kanten. Neu war der Reihenachtzylindermotor mit 3617 cm3 Hubraum und einer Leistung von ca. 57 kW bei 3200 min−1.
Nachdem das Einstiegsmodell der Serie 40 weggefallen war, bot die Serie 50 als neues Einstiegsmodell sieben verschiedene Aufbauten mit zwei oder vier Türen.
1932 gab es wiederum einen neuen Kühlergrill und neue Kotflügel, vor allen Dingen aber einen größeren Motor mit 3776 cm3 und 62 kW.
1933 wurde das Erscheinungsbild der Wagen umfassend überarbeitet. Der Kühlergrill bekam eine geringfügig nach hinten geneigte leichte V-Form, die Kotflügel einen eleganteren Schwung, die Motorhaube auf jeder Seite drei große vertikale Lüftungsklappen und der Wagen wurde etwas niedriger. Der Radstand stieg auf 3023 mm.

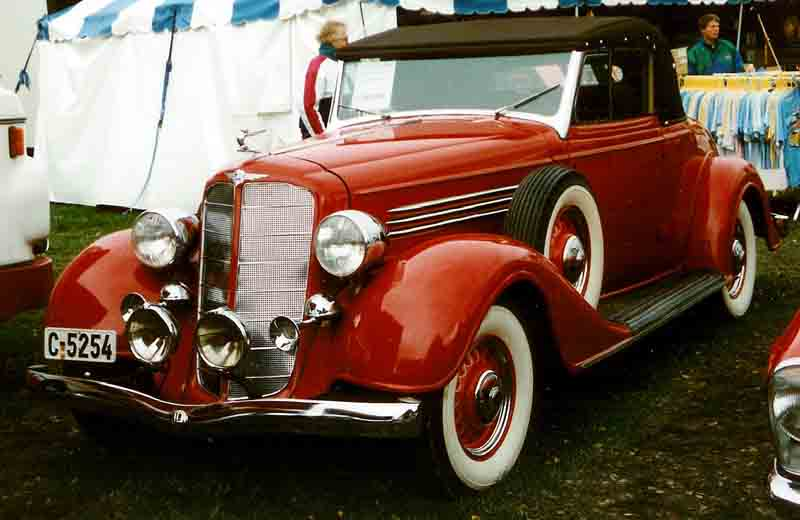
Buick 56C Cabriolet (1934)

Das Angebot an Aufbauten wurde deutlich gestrafft: Es gab nur noch eine viertürige Limousine, ein zweitüriges Coupé und ein zweitüriges Cabriolet. Die Motorleistung stieg auf ca. 64 kW.
Nur kosmetische Änderungen gab es 1934 (z. B. zwei horizontale Lüftungsschlitze anstatt der Lüftungsklappen an den Seiten der Motorhaube). Ein nochmals vergrößerter Achtzylindermotor hatte 3851 cm3 Hubraum und leistete ca. 62 kW. Damit war die Serie 50 immer noch schwächer motorisiert als die im gleichen Jahr wieder eingeführte Einstiegsserie 40 mit 69 kW.
Im Modelljahr 1935 wurden die Vorjahresmodelle unverändert weiterproduziert. Anschließend lief die Serie 50 ersatzlos aus.
Bis Herbst 1935 wurden in knapp fünf Jahren 127.416 Fahrzeuge der Serie 50 gebaut.

### Super Serie 50 (1940–1952)
Anfang 1940 erschienen wieder Wagen der Serie 50, die jedoch eine besser ausgestattete Variante des Special Serie 40 darstellte und den Beinamen „Super“ bekamen.
Wie der „Special“ hatte der Super einen Radstand von 3073 mm und neue Karosserien ohne Trittbretter und mit in den vorderen Kotflügeln integrierten Scheinwerfern. Der Kühlergrill hatte horizontale Chromstäbe und eine breite, in der Mitte stark erhöhte Form.
Neben einer viertürigen Touringlimousine, einem zweitürigen Coupé und einem zweitürigen Cabriolet mit angesetztem Kofferraum gab es einen viertürigen Phaeton und einen fünftürigen Kombi. Wie der Special wurden die beiden Modelle von einem Reihenachtzylindermotor mit 4064 cm3 und einer Leistung von 80 kW bei 3400 min−1 angetrieben.
Im Modelljahr 1941 waren die Scheinwerfergehäuse vollständig in den vorderen Kotflügeln aufgegangen, die an Volumen zugenommen hatten. Den Phaeton gab es mit zwei statt vier Türen, wobei der Kombi entfiel. Die Motorleistung stieg auf ca. 93 kW, also 13 kW mehr als beim Special.
1942, im letzten Jahr der Vorkriegsproduktion, bekam der Super noch einmal ein neues Gesicht. Der flache, hufeisenförmige Kühlergrill trug wieder senkrechte Chromstäbe. Der Radstand wuchs auf das alte Maß von 3150 mm. Die Motoren leisteten geringfügig weniger als im Vorjahr (88 kW).
1946 begann die Automobilproduktion wieder mit leicht veränderten Vorkriegsmodellen. Der Motor des Vorkriegs-Special mit ca. 82 kW kam zum Einsatz; der Radstand betrug einheitlich 3073 mm.
Neben einer viertürigen Limousine gab es eine zweitürige Sedanette (Fließhecklimousine), ein zweitüriges Cabriolet und einen fünftürigen Kombi. Bis einschließlich 1948 gab es nur kleine äußerliche Änderungen. 1949 schrumpfte der Radstand wieder auf 3073 mm.
1950 erstreckten sich die senkrechten Chromstäbe des Kühlergrills bis in die vorderen Stoßfänger. Als fünfte Karosserieform kam ein zweitüriges Hardtop-Coupé dazu. Der Radstand wuchs geringfügig um 13 mm (½″) auf 3086 mm. Es gab wieder eine einteilige gewölbte Windschutzscheibe. Vor allen Dingen gab es aber einen größeren Motor. Der neue Reihenachtzylinder hatte einen Hubraum von 4315 cm3 und leistete 92 kW bei 3600 min−1.
Im Folgejahr gab es kosmetische Änderungen. Der Kühlergrill mit schmaleren vertikalen Chromstäben wurde, vom in der Mitte abgesenkten, vorderen Stoßfänger und einer massiven Chromspange über dem Kühlergrill umrahmt.
Auch 1952 wurde nur wenig am Erscheinungsbild der Fahrzeuge geändert. Lediglich das Coupé (mit B-Säulen) fiel weg.
Vor dem Ende des Zweiten Weltkrieges wurden 253.837 Wagen der Serie 50 gebaut. Danach wurden bis Herbst 1952 noch 1.170.204 Stück hergestellt.

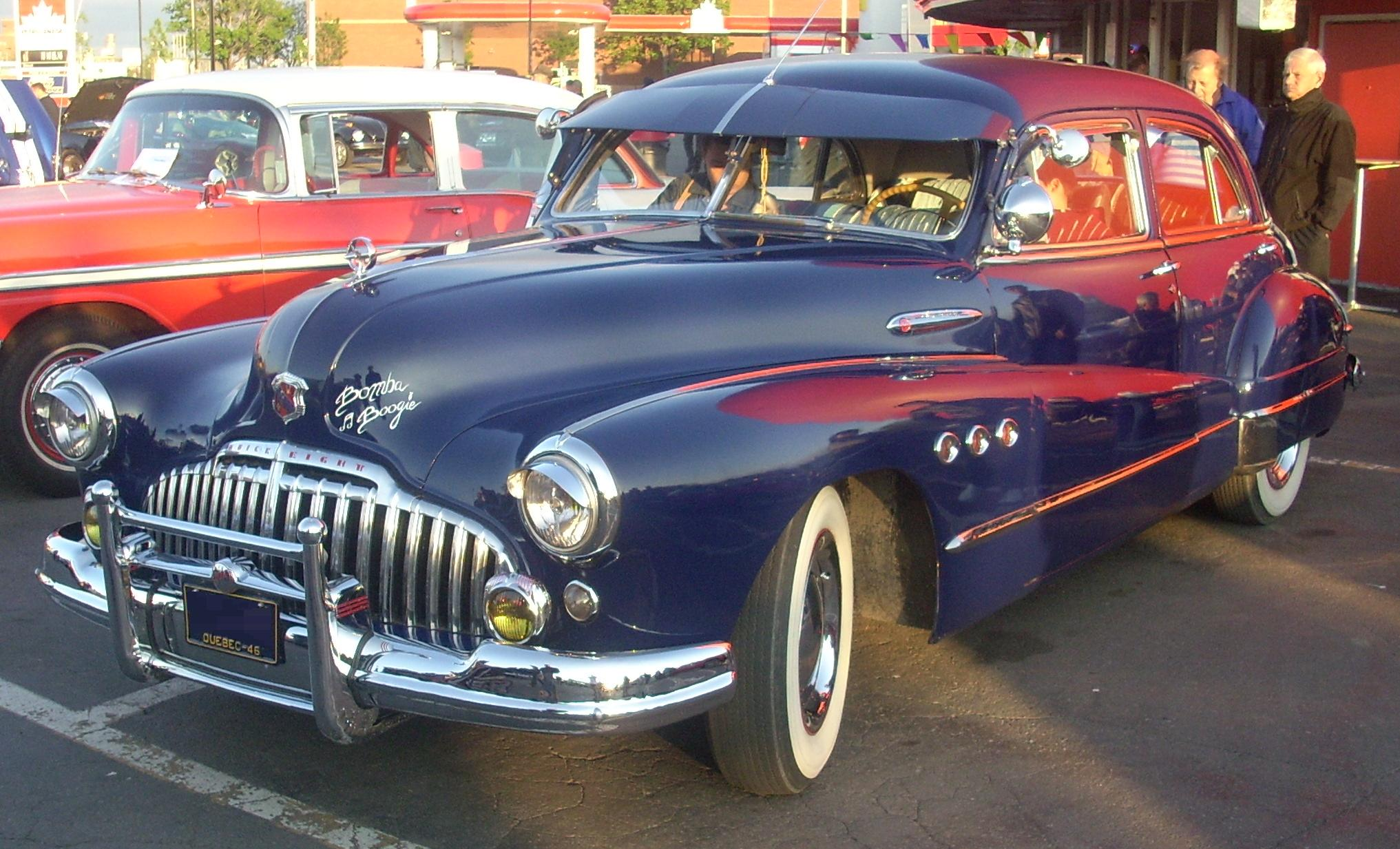
Buick Super 51 4-door Sedan (1946)
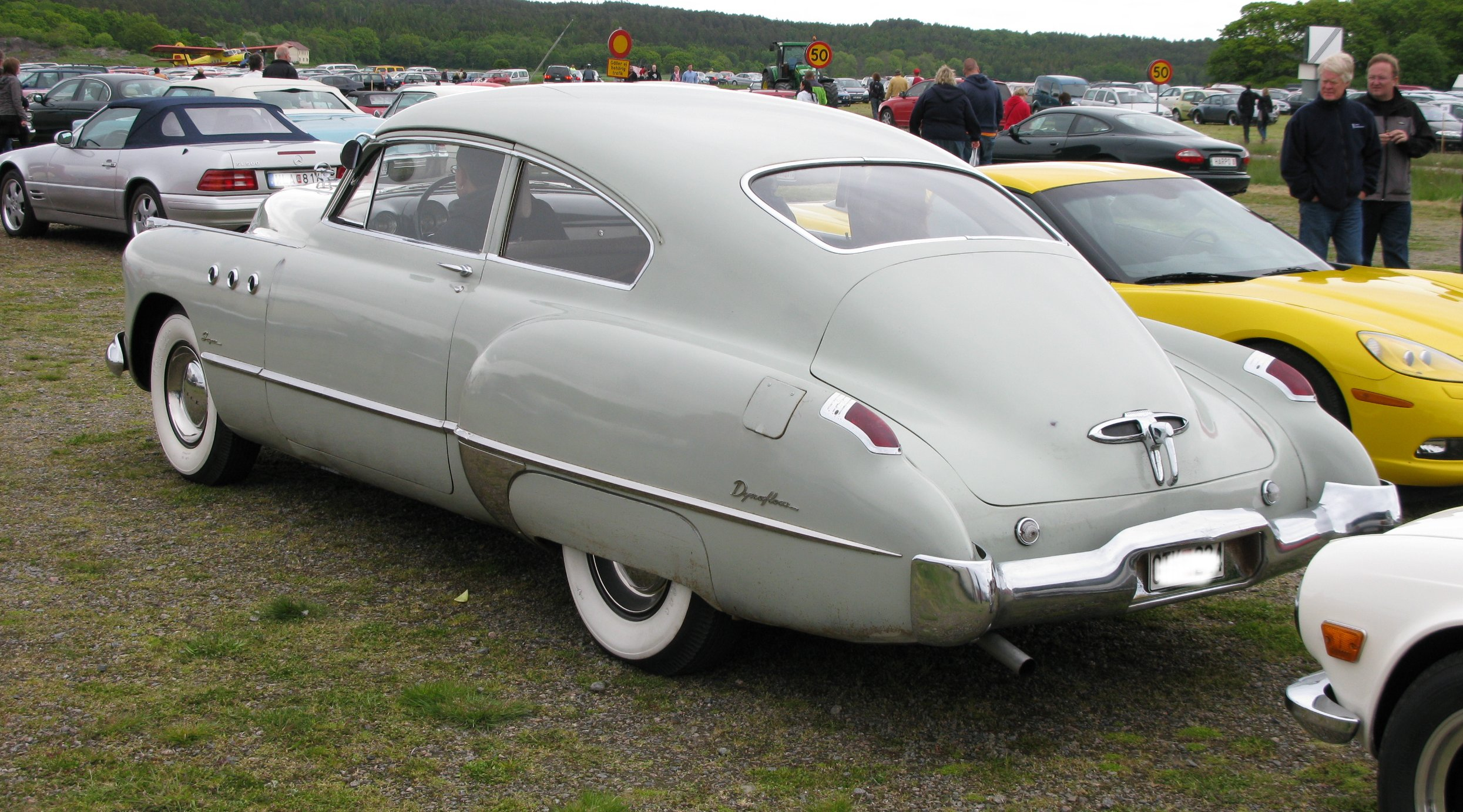
Buick Super Sedanette (1949)
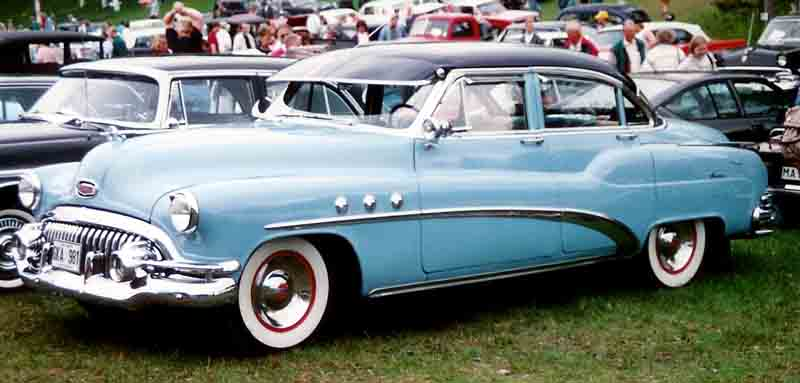
Buick Super 52 4-door Sedan (1952)

### Super Serie 50 (1953–1958)
1953 gab es den neuen V8-Motor, der aus 5277 cm3 eine Leistung von ca. 122 kW bei 4000 min−1 schöpfte, während der Special noch mit dem alten Reihenachtzylinder-Motor auskommen musste. An den Karosserien gab es wenig Veränderungen.
1954 erschien der Super mit einer neuen Pontonkarosserie. Alle Kotflügel waren im Karosseriekörper integriert und im Bereich der hinteren Türen zeigte sich ein kleiner Hüftschwung. Die Windschutzscheibe war als Panoramascheibe ausgeführt. Der Radstand wuchs auf 3226 mm. Da es ab diesem Modelljahr wieder einen fünftürigen Kombi beim Special gab, fiel er beim Super weg. Die Motorleistung stieg auf ca. 132 kW.
1955 zeigt sich der Super mit großem Haifischmaul vorne und kleinen Heckflossen hinten. Die Motorleistung stieg bei gleichbleibendem Hubraum auf ca. 176 kW.
Im Folgejahr wurde das Haifischmaul breiter und als zusätzliche Karosserieform wurde eine viertürige Hardtop-Limousine angeboten. Die Motorleistung stieg auf ca. 190 kW.
Während 1957 die Front fast gleich blieb, wurden die Heckflossen und der Hüftschwung deutlich vergrößert. Vergrößert wurde auch der V8-Motor, und zwar auf einen Hubraum von 5965 cm3. Die Leistung stieg auf ca. 224 kW. Die normale Limousine (mit B-Säulen) fiel weg und die anderen Modelle hatten einen um 13 mm (½″) auf 3239 mm vergrößerten Radstand.
Gründlich überarbeitet zeigte sich der Buick Super für 1958. Das Haifischmaul war zu einem Gitter über die gesamte Fahrzeugbreite mutiert, über dem Doppelscheinwerfer thronten. Die Heckflossen wuchsen ins Riesenhafte, und an den Seiten der hinteren Türen und hinteren Kotflügel gab es breite verchromte Streifen.
Technisch änderte sich in diesem letzten Jahr vor der Modellablösung nichts, nur das Cabriolet fiel weg, sodass die Serie nur noch aus zwei Hardtop-Modellen bestand. Im Folgejahr wurde die Serie 50 nicht mehr hergestellt. Erst vier Jahre später ersetzte der Wildcat den Super.
Bis Herbst 1958 entstanden 635.243 Wagen der letzten Serie 50.

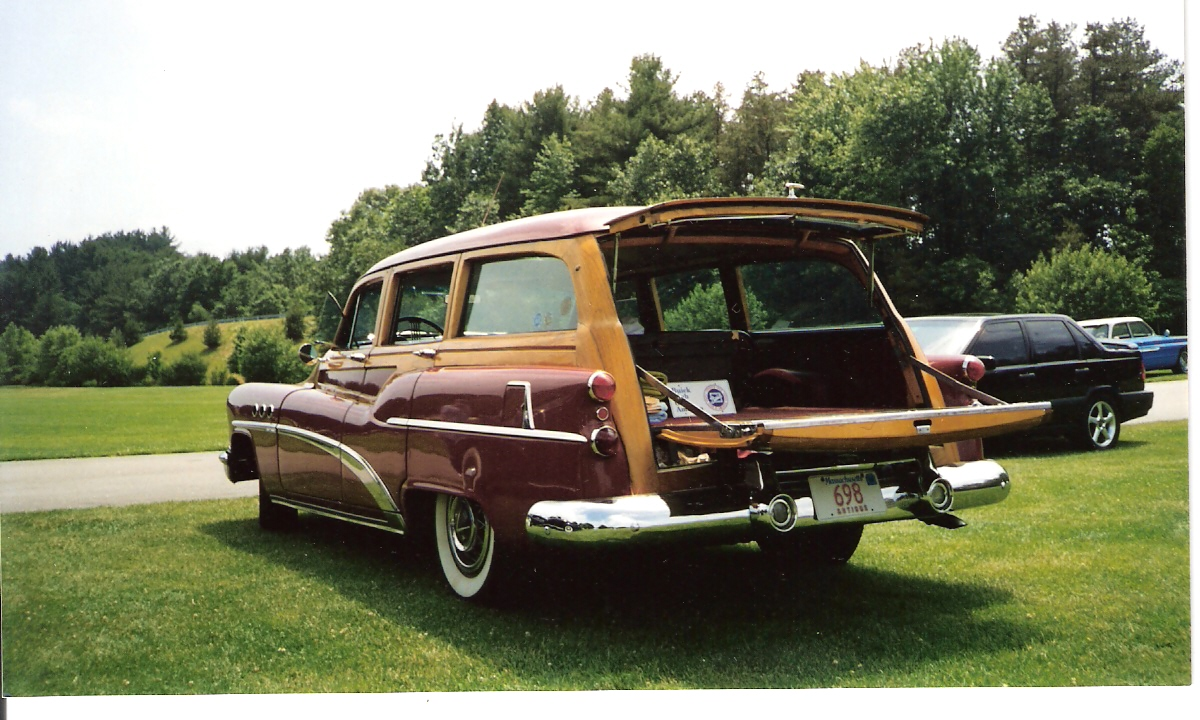
Buick Super Estate Wagon (1953)
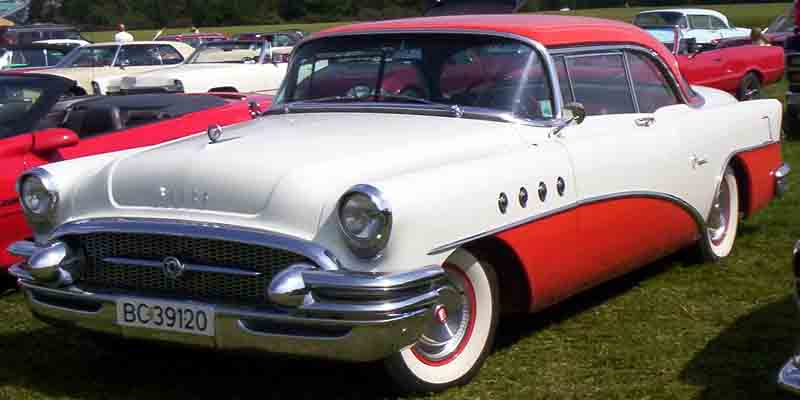
Buick Super 56R Hardtop-Coupé (1955)
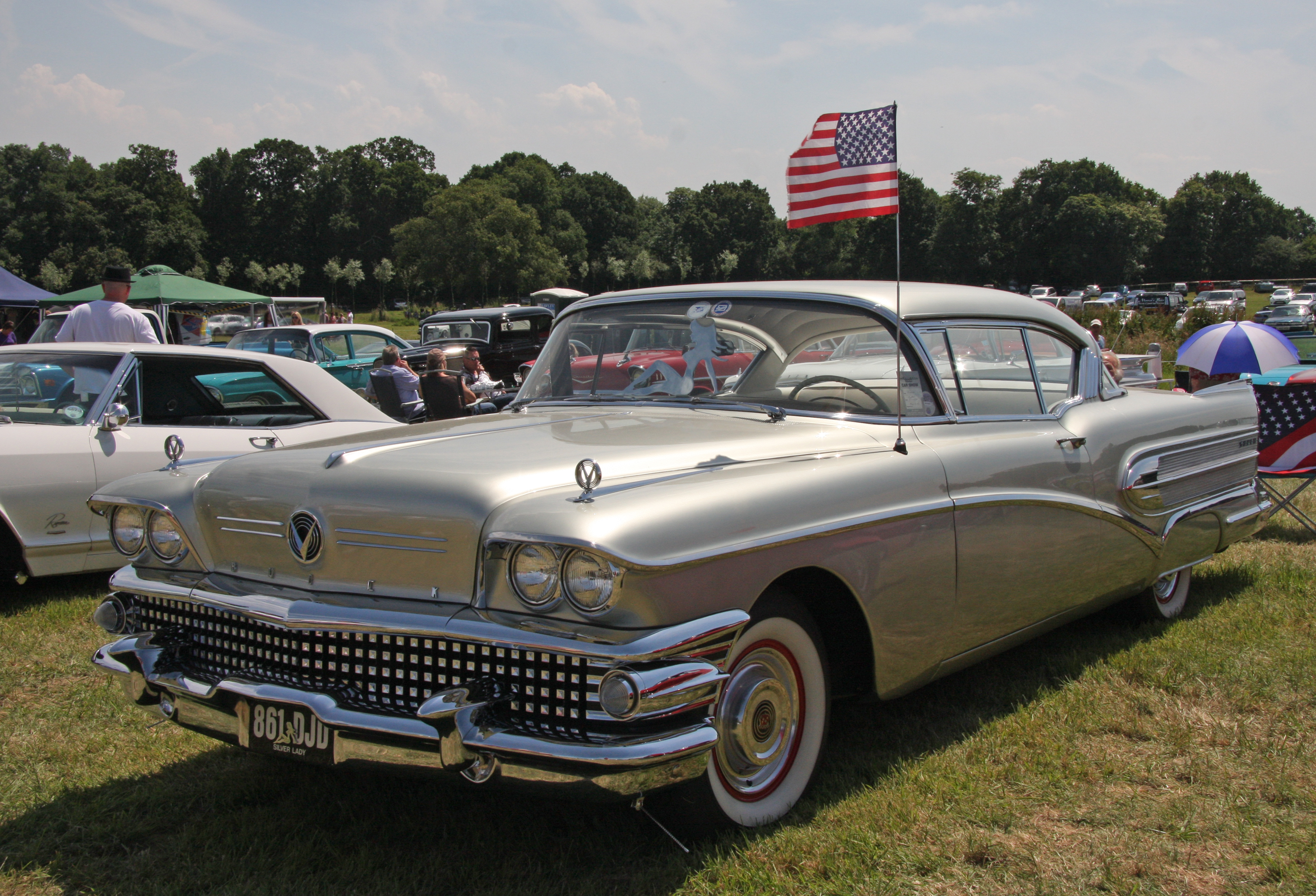
Buick Super Coupé (1958)